# Cue (Australie-Occidentale)
Pour les articles homonymes, voir CUE.
Cue est une petite ville de la région du Mid West en Australie-Occidentale.
Sa population était de 178 habitants en 2016.